# Koniuchy (rejon brzostowicki)
Koniuchy (biał. Канюхі, Kaniuchi, ros. Конюхи, Koniuchi) – wieś na Białorusi, w obwodzie grodzieńskim, w rejonie brzostowickim, centrum administracyjne sielsowietu Koniuchy.
W latach 1921–1939 Koniuchy należały do gminy Indura, powiatu grodzieńskiego w ówczesnym województwie białostockim.
Według Powszechnego Spisu Ludności z 1921 roku wieś zamieszkiwały 353 osoby, 69 było wyznania rzymskokatolickiego, 280 prawosławnego, a 4 mojżeszowego. Jednocześnie 65 mieszkańców zadeklarowało polską przynależność narodową, 284 białoruską, a 4 żydowską. Było tu 63 budynków mieszkalnych.
Miejscowość należała do parafii rzymskokatolickiej i prawosławnej w Indurze.
Podlegała pod Sąd Grodzki w Indurze i Okręgowy w Grodnie; właściwy urząd pocztowy mieścił się w Indurze.